# هدات (روستا)
 هدات  به عربی ( الهَدات  ) روستایی است در عزلهٔ (القبیطة)، ناحیهٔ (المعافر)، ازتوابع استان ضالع در کشور یمن در شبه جزیره عربستان است. 
جمعیت آن ۱۸۱ نفر (۱۳ خانوار) می‌باشد.